# Zacapalco
Zacapalco är en ort i Mexiko.   Den ligger i kommunen Tepalcingo och delstaten Morelos, i den sydöstra delen av landet, 90 km söder om huvudstaden Mexico City. Zacapalco ligger 1 101 meter över havet och antalet invånare är 1 714.
Terrängen runt Zacapalco är kuperad söderut, men norrut är den platt. Runt Zacapalco är det ganska tätbefolkat, med 129 invånare per kvadratkilometer. Närmaste större samhälle är Cuautla Morelos, 19,2 km norr om Zacapalco. I omgivningarna runt Zacapalco växer huvudsakligen savannskog.